# 博克斯梅尔
博克斯梅尔（荷蘭語：Boxmeer）是荷蘭的一個市鎮，位於荷蘭南部的北布拉班特省。博克斯梅尔是由Beugen en Rijkevoor和Vierlingsbeek兩個市鎮合併而成。

## 外部連結
- 维基共享资源上的相關多媒體資源：博克斯梅尔
- 官方网站